# Tower of Song: The Songs of Leonard Cohen
Tower of Song: The Songs of Leonard Cohen ist ein Tributealbum für den kanadischen Singer-Songwriter Leonard Cohen, das 1994 auf den Markt kam. Es enthält Coverversionen bekannter Cohen-Lieder, die amerikanische und europäische Künstler einspielten. Das Album wurde in der Kritik ambivalent wahrgenommen.

## Hintergrund

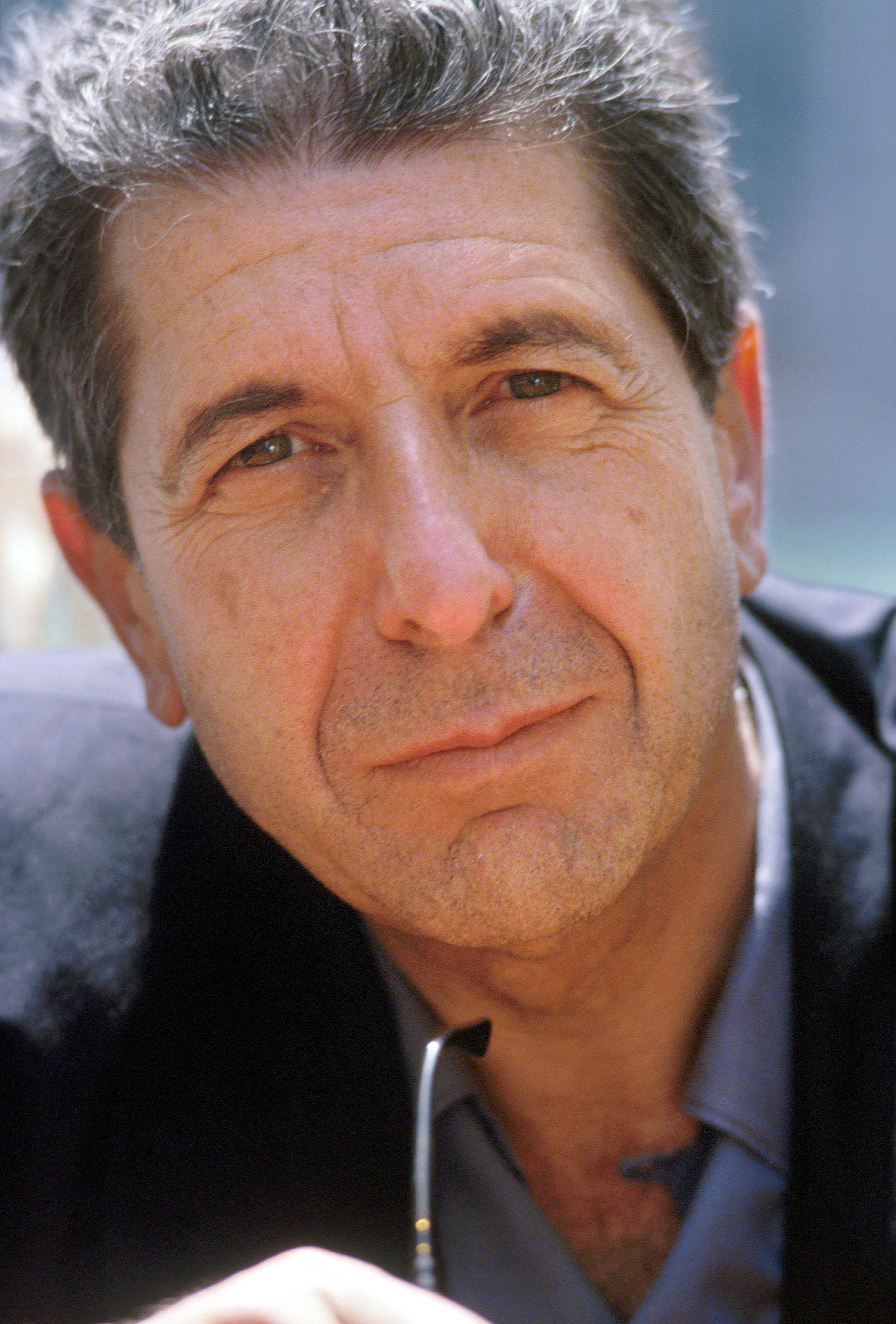
Leonard Cohen

Der in Montreal geborene Leonard Cohen wandte sich nach ersten Arbeiten als Schriftsteller in den 1960er-Jahren der Musik zu, um „schnell an Geld zu kommen“. Seit den frühen 1970er-Jahren galt er, nachdem Lieder wie Suzanne, Bird on the Wire und So Long, Marianne weltweit bekannt geworden waren, als etablierter Sänger und Songwriter mit internationalem Renommee. Seit 1980 allerdings ließ seine Bedeutung nach; seine Alben verkauften sich zunehmend schlechter, sodass Columbia Records, sein langjähriges Plattenlabel, das 1984 produzierte Album Various Positions in den USA gar nicht mehr auf den Markt brachte und Cohen dort erst ein Jahr später eine Veröffentlichung bei dem kleinen Label Passport Records aus South Plainfield, New Jersey, erreichte.
Cohen und seine Lieder bekamen 1987 wieder Aufmerksamkeit durch das Album Famous Blue Raincoat der Sängerin Jennifer Warnes, die Cohen mehr als ein Jahrzehnt lang auf seinen Tourneen und Alben begleitet hatte. Famous Blue Raincoat enthält ausschließlich Lieder von Cohen in Interpretationen von Warnes; zwei der neun Lieder waren bis dahin unveröffentlicht. Das Tributealbum erreichte sowohl in Nordamerika als auch in Europa hohe Verkaufszahlen und erschloss Cohens Liedern eine neue Hörerschaft. Es leitete eine „Renaissance Cohens“ ein, der 1988 mit dem weltweit erfolgreichen und von der Kritik positiv aufgenommenen Album I’m Your Man ein Comeback erlebte. I’m Your Man verkaufte sich besser als jedes vorangegangene Cohen-Album. Im Fahrwasser des Erfolges von I’m Your Man produzierte die französische Kulturzeitschrift Les Inrockuptibles 1991 mit I’m Your Fan ein Tributealbum für Cohen, auf dem überwiegend britische Bands und Solokünstler aus der Indie-Szene seine Lieder mit zeitgenössischen Arrangements neu interpretierten. Cohen selbst war am Entstehen von I’m Your Fan nicht beteiligt; er erfuhr nach eigenen Worten erst von dem Album, als die Produktion bereits abgeschlossen war, schätzte es aber sehr.
1994 entstand in den USA mit Tower of Song: The Songs of Leonard Cohen ein drittes Tribute-Album. Es wurde von Cohens damaliger Managerin Kelley Lynch initiiert und von ihrem Lebensgefährten Steve Lindsey produziert. Das Album sollte anlässlich des 60. Geburtstags Cohens im Herbst 1994 erscheinen, kam tatsächlich aber in Nordamerika und Europa erst im darauf folgenden Jahr auf den Markt. Anders als I’m Your Fan war Tower of Song „eine groß angelegte Major-Label-Geschichte“, an der „überwiegend große Mainstream-Acts“ beteiligt waren. Neben Popmusikern wie Sting, Bono und Elton John lieferten auch Country-Stars wie Trisha Yearwood oder Willie Nelson Beiträge. Cohen war zeitweise an der Entstehung des Albums beteiligt; auf Drängen seiner Managerin stellte er – eher widerwillig – Kontakte zu einzelnen Künstlern her und bat sie um Mitwirkung.
Das Album ist nach Tower of Song benannt, einem Cohen-Lied, das 1988 auf I’m Your Man erschien und als eines seiner persönlichsten Stücke gilt.

## Titelliste
1. Don Henley: Everybody Knows – 6:09
2. Trisha Yearwood: Coming Back to You – 3:36
3. Sting & The Chieftains: Sisters of Mercy – 3:19
4. Bono: Halleluja – 4:57
5. Tori Amos: Famous Blue Raincoat – 5:37
6. Aaron Neville: Ain’t No Cure For Love – 3:38
7. Elton John: I’m Your Man – 4:08
8. Willie Nelson: Bird on the Wire – 4:20
9. Peter Gabriel: Suzanne – 5:13[Anm. 3]
10. Billy Joel: Light as the Breeze – 6:11
11. Jann Arden: If It Be Your Will – 5:27
12. Suzanne Vega: Story of Isaac – 4:06
13. Martin Gore: Coming Back to You – 3:32

## Veröffentlichungen
Tower of Song wurde von dem US-amerikanischen Label A&M Records veröffentlicht. Die Erstveröffentlichung erfolgte am 9. September 1994 in Japan. 1995 kam das Album dann auch in Nordamerika und Europa auf den Markt.

## Rezeption
Das Album wurde in der Kritik überwiegend verrissen. Roche Parisien hielt es in einer Rezension für allmusic.com für „totalen Schrott“ (a total train wreck). Tower of Song wirke wie von einer Marketing-Abteilung produziert. Die meisten Beiträge zeichneten sich durch einen erstaunlichen Mangel an Subtilität aus. Es sei eine komplette Entgleisung. Alle Künstler auf diesem Album hätten die Poesie in Cohens Texten völlig übersehen. Leonard Cohen hingegen war nach eigenen Worten mit dem Album „sehr zufrieden“.